# Peter Vilnai
Peter Vilnai (* 17. Juni 1945 in Eggenburg, Niederösterreich) ist ein österreichischer Schauspieler.

## Leben
Peter Vilnai nahm bereits während seiner Zeit am Internat an Schultheateraufführungen teil. Nach einer Ausbildung an einer Höheren Technischen Lehranstalt und an der Schauspielschule Krauss in Wien debütierte er 1974 am Bregenzer Theater für Vorarlberg. Gastspiele führten ihn an das Theater Tribüne und Die Courage in Wien, wo er ab 1978 Ensemblemitglied am Volkstheater war und in der Saison 1978/79 mit dem Karl-Skraup-Preis in der Kategorie Bester Nachwuchs/Nebenrolle ausgezeichnet wurde. Außerdem erhielt er den Förderungspreis zur Kainz-Medaille. In der Fernsehserie Ringstraßenpalais verkörperte er 1983 die Rolle des Ernö Keleman. Das von ihm gesprochene Hörbuch Die Welt von Gestern – Erinnerungen eines Europäers von Stefan Zweig wurde im Juni 2014 auf der Hr2-Hörbuchbestenliste gelistet.

## Filmografie (Auswahl)
- 1973: Tatort: Frauenmord
- 1976: Ein echter Wiener geht nicht unter – Abgründe
- 1976: Fehlschuß (Fernsehfilm)
- 1976: Menschenfresser (Fernsehfilm)
- 1977: Der Einstand (Fernsehfilm)
- 1978: Kottan ermittelt – Nachttankstelle
- 1980: Das Gespenst von Canterville (Fernsehfilm)
- 1983: Ringstraßenpalais (Fernsehserie, sieben Episoden)
- 1983: Die fünfte Jahreszeit
- 1986: Der Leihopa – Von Menschen & Fischen
- 1986: Tatort: Die Spieler
- 1988: Eurocops – Die Bestie vom Bisamberg
- 2004: Der Bauer als Millionär (Fernsehfilm)
- 2010: Der Räuber
- 2017: Life Guidance

## Hörbuch
- Stefan Zweig: Die Welt von Gestern – Erinnerungen eines Europäers. Sprecher: Peter Vilnai, Aufnahmeleitung: Till Firit, Mono Verlag, Wien 2013, ISBN 978-3-90272717-6.